# Alberto II lo Sciancato
Alberto II d'Asburgo, detto il Saggio o lo Sciancato (Habsburg, 12 dicembre 1298 – Vienna, 16 agosto 1358), è stato duca d'Austria dal 1330 fino alla sua morte, duca di Carinzia dal 1335 fino alla sua morte, margravio di Carniola dal 1335 fino alla sua morte.

## Biografia
Alberto II era il figlio dell'Imperatore Alberto I d'Asburgo, e di sua moglie, Elisabetta di Tirolo-Gorizia. Inizialmente si preparò per una carriera ecclesiastica e, sebbene fosse ancora minorenne, fu eletto vescovo di Passau nel 1313. Tuttavia, dovette rivaleggiare con un candidato avversario e alla fine rinunciò all'incarico nel 1317.
Dopo la morte del fratello maggiore Federico I nel 1330, insieme ai fratelli divennero governanti congiunti di tutti i domini degli Asburgo in Austria e in Stiria. Alberto fu in grado di aumentare ulteriormente i suoi possedimenti grazie all'eredità della moglie, che era composta dalla contea alsaziana di Pfirt e da diverse altre città. Inoltre, dopo la morte di suo zio materno, il duca Enrico, nel 1335, Alberto riuscì a stabilire le sue rivendicazioni sul ducato di Carinzia e sulla Marcia della Carniola, quando raggiunse la sua infeudazione dall'imperatore Luigi IV contro le richieste avanzate dal suo rivale, Giovanni I di Boemia.
Riflettendo la sua alta reputazione tra i leader religiosi e laici d'Europa, nel 1335 papa Benedetto XII gli chiese di mediare nel conflitto della chiesa con l'imperatore Luigi. Due anni dopo, il re Filippo VI di Francia gli chiese aiuto contro l'imperatore e il re Edoardo III d'Inghilterra. Tuttavia, Alberto rimase fedele all'imperatore fino alla morte di Luigi; fu anche uno stretto alleato di suo figlio, il duca Ludovico V di Baviera. Dopo la demolizione del castello di Rapperswil da parte delle truppe di Rudolf Brun nel 1350, il duca austriaco marciò contro la Confederazione svizzera e assediò la città di Zurigo.

### Matrimonio
Il 15 febbraio 1324 a Vienna, Alberto sposò la contessa Giovanna di Pfirt, figlia del conte Ulrico III di Pfirt. Ebbero sei figli:
- Rodolfo IV (1 novembre 1339-27 luglio 1365), duca d'Austria;
- Caterina (1342-10 gennaio 1381), badessa[3];
- Margherita (1346-14 gennaio 1366)[3];
- Federico (31 marzo 1347-10 dicembre 1362)[3], morì in un incidente di caccia a 15 anni;
- Alberto III (9 settembre 1349-29 agosto 1395)[2];
- Leopoldo III (1 novembre 1351-9 luglio 1386)[2].

### Morte
In Austria, il duca Alberto fece costruire il coro gotico iniziato nella Cattedrale di Santo Stefano a Vienna, noto come il Coro Albertino. Stabilì la "Regola della casa albertina" (Albertinische Hausordnung) per predeterminare le regole di successione nelle terre degli Asburgo secondo il principio della primogenitura. Anche se la regola è stata ignorata dopo la sua morte, è stata riutilizzata sotto l'imperatore Massimiliano. Adottata come parte della Pragmatica Sanzione nel 1713, la "Regola della casa albertina" rimase effettivamente una delle leggi fondamentali dell'Austria fino al 1918. La Stiria gli deve la sua (precedente) costituzione, il cosiddetto "Libro di montagna" (Bergbüchel); lo stesso vale per la Carinzia.
Si è ipotizzato che Alberto soffrisse di paralisi temporale (spiegando il suo soprannome di "Alberto lo Sciancato") causato dalla poliartrite. In tal caso, tuttavia, ciò non gli impedì di generare numerosi figli, di cui sei sopravvissuti all'infanzia.
Alberto morì a Vienna nel 1358 e fu sepolto in un monastero della sua fondazione, Certosa di Gaming, nell'attuale Bassa Austria.

## Ascendenza
|                               |                              |                            | Genitori                 |  |  | Nonni |  |  | Bisnonni             |  |  | Trisnonni          |  |
|                               |                              |                            |                          |  |  |       |  |  | Alberto IV il Saggio |  |  | Rodolfo il Vecchio |  |
|                               |                              |                            |                          |  |  |       |  |  | Alberto IV il Saggio |  |  | Rodolfo il Vecchio |  |
|                               |                              | Agnese di Staufen          |                          |  |  |       |  |  | Alberto IV il Saggio |  |  |                    |  |
| Rodolfo I d'Asburgo           |                              |                            |                          |  |  |       |  |  | Alberto IV il Saggio |  |  |                    |  |
|                               |                              | Edwige di Kyburg           | …                        |  |  |       |  |  |                      |  |  |                    |  |
|                               |                              | Edwige di Kyburg           | …                        |  |  |       |  |  |                      |  |  |                    |  |
|                               |                              | Edwige di Kyburg           | …                        |  |  |       |  |  |                      |  |  |                    |  |
| Alberto I d'Asburgo           |                              | Edwige di Kyburg           |                          |  |  |       |  |  |                      |  |  |                    |  |
|                               |                              | Burcardo V di Hohenberg    | Burcardo IV di Hohenberg |  |  |       |  |  |                      |  |  |                    |  |
|                               |                              | Burcardo V di Hohenberg    | Burcardo IV di Hohenberg |  |  |       |  |  |                      |  |  |                    |  |
|                               |                              | Burcardo V di Hohenberg    | Valpurga di Aichelberg   |  |  |       |  |  |                      |  |  |                    |  |
| Gertrude di Hohenberg         |                              | Burcardo V di Hohenberg    |                          |  |  |       |  |  |                      |  |  |                    |  |
|                               |                              | Matilde di Tubinga         | Rodolfo II di Tubinga    |  |  |       |  |  |                      |  |  |                    |  |
|                               |                              | Matilde di Tubinga         | Rodolfo II di Tubinga    |  |  |       |  |  |                      |  |  |                    |  |
|                               |                              | Matilde di Tubinga         | ? di Ronsberg            |  |  |       |  |  |                      |  |  |                    |  |
| Alberto II lo Sciancato       |                              | Matilde di Tubinga         |                          |  |  |       |  |  |                      |  |  |                    |  |
|                               | Mainardo I di Tirolo-Gorizia | Enghelberto III di Gorizia |                          |  |  |       |  |  |                      |  |  |                    |  |
|                               | Mainardo I di Tirolo-Gorizia | Enghelberto III di Gorizia |                          |  |  |       |  |  |                      |  |  |                    |  |
|                               | Mainardo I di Tirolo-Gorizia | Matilde di Andechs         |                          |  |  |       |  |  |                      |  |  |                    |  |
| Mainardo II di Tirolo-Gorizia | Mainardo I di Tirolo-Gorizia |                            |                          |  |  |       |  |  |                      |  |  |                    |  |
|                               |                              | Adelaide del Tirolo        | Alberto III di Tirolo    |  |  |       |  |  |                      |  |  |                    |  |
|                               |                              | Adelaide del Tirolo        | Alberto III di Tirolo    |  |  |       |  |  |                      |  |  |                    |  |
|                               |                              | Adelaide del Tirolo        | Uta di Frontenhausen     |  |  |       |  |  |                      |  |  |                    |  |
| Elisabetta di Tirolo-Gorizia  |                              | Adelaide del Tirolo        |                          |  |  |       |  |  |                      |  |  |                    |  |
|                               |                              | Ottone II di Baviera       | Ludovico I di Baviera    |  |  |       |  |  |                      |  |  |                    |  |
|                               |                              | Ottone II di Baviera       | Ludovico I di Baviera    |  |  |       |  |  |                      |  |  |                    |  |
|                               |                              | Ottone II di Baviera       | Ludmilla di Boemia       |  |  |       |  |  |                      |  |  |                    |  |
| Elisabetta di Baviera         |                              | Ottone II di Baviera       |                          |  |  |       |  |  |                      |  |  |                    |  |
|                               |                              | Agnese del Palatinato      | Enrico V del Palatinato  |  |  |       |  |  |                      |  |  |                    |  |
|                               |                              | Agnese del Palatinato      | Enrico V del Palatinato  |  |  |       |  |  |                      |  |  |                    |  |
|                               |                              | Agnese del Palatinato      | Agnese di Hohenstaufen   |  |  |       |  |  |                      |  |  |                    |  |
|                               |                              | Agnese del Palatinato      |                          |  |  |       |  |  |                      |  |  |                    |  |